# إنكار الذات

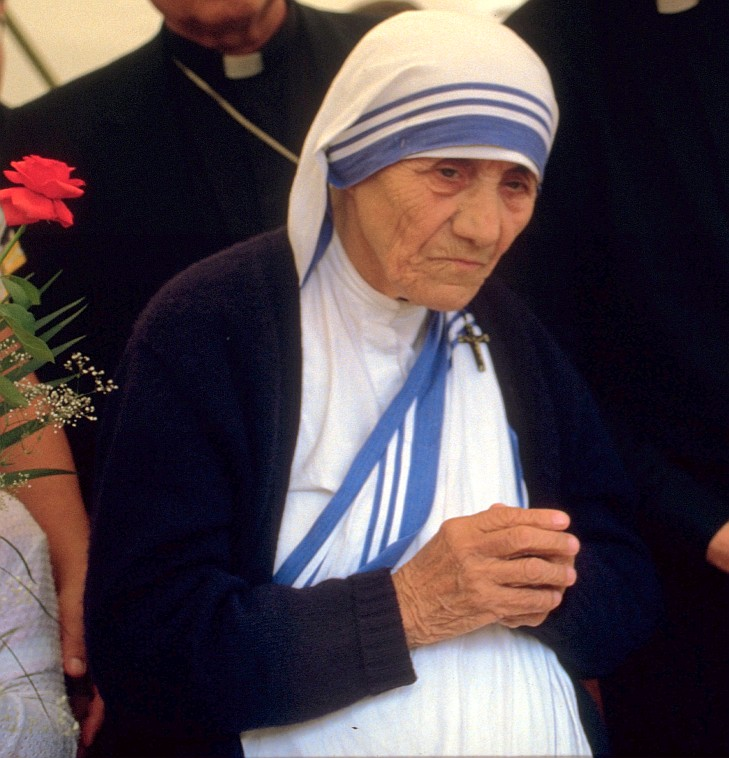

إنكار الذات أو نكران الذات (بالإنجليزية: Self-denial)‏ هو مصطلح يشير إلى الامتناع عن الانسحاب الايثاري - أي الاستعداد للتخلي عن الملذات الشخصية أو تحمل المحن الشخصية في إطار السعي لتحقيق زيادة الفائدة أو المصلحة.
تتخذ الأديان والثقافات المختلفة وجهات نظر مختلفة عن إنكار الذات، فيعتبرها البعض سمة إيجابية فيما يعتبرها البعض الآخر سلبية. ووفقا لبعض المسيحيين، يعتبر إنكار الذات فضيلة فوق طاقة البشر فقط يمكن الحصول عليها من خلال يسوع. ويشير بعض النقاد لإنكار الذات إلى أن إنكار الذات يمكن أن يؤدي إلى كراهية الذات ويدعون أن ممارسة إنكار الذات في اليهودية خلقت اليهود الكارهين لأنفسهم.

## الدين وإنكار الذات
شكل نكران الذات عنصرا هاما في ممارسة الشعائر الدينية في النظم العقائدية المختلفة. وكمثل لإنكار الذات التي دعت إليها عدد من الطوائف المسيحية حيث يُعتقد أن نكران الذات وسيلة للوصول إلى السعادة والفهم الديني الأعمق، ويوصف أحيانا بأنه «أصبح من أتباع المسيح الحقيقي». يستند أساس إنكار الذات في السياق المسيحي علي الاعتراف الإرادة العليا للاله، الذي يختار الممارس المسيحي الالتزام بها، وتقديمها على رغباته.